# Europejski długodystansowy szlak pieszy E7

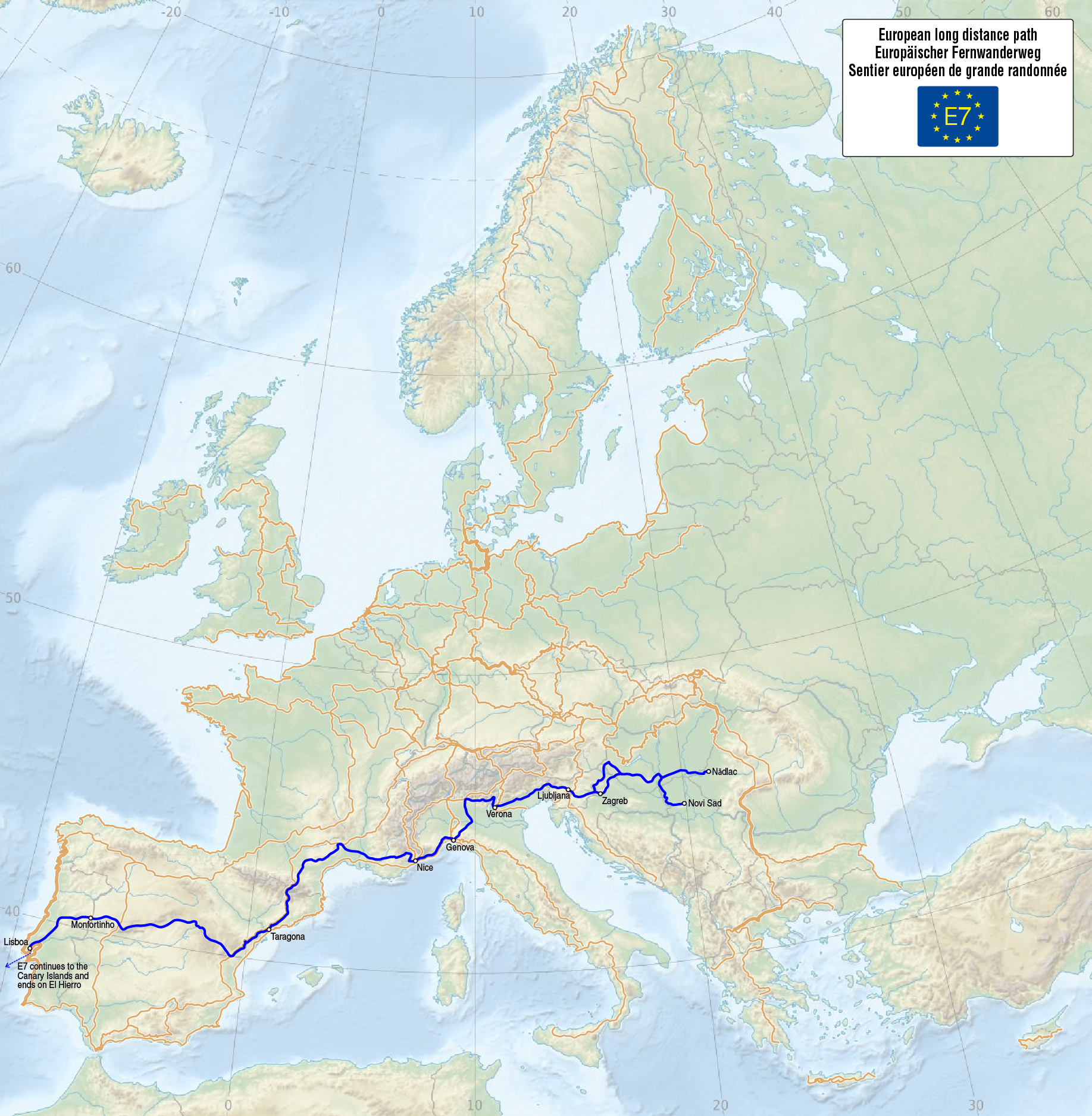
Mapa szlaku E7

Europejski długodystansowy szlak pieszy oznaczony symbolem E7 jest znakowanym szlakiem turystycznym, jednym z 11 europejskich szlaków wędrówkowych. Długość szlaku wynosi 4200 km.

## Przebieg szlaku
Przybliżony przebieg: Portugalia (Lizbona) – Hiszpania – Andora – Francja – Włochy – Słowenia – Węgry – Rumunia – Mołdawia – Ukraina